# Miami Ink
A Miami Ink egy a floridai South Beach-en található Miami Ink tetoválószalon mindennapjait bemutató televíziós sorozat. Az első epizódot 2005 júliusában sugározták az amerikai TLC csatornán. Sikerein felbuzdulva később több más műsor készült hasonló rendszerrel és címmel, mint a London valamint az LA Ink.

## Híres vendégek
A műsorban gyakran feltűnnek zenészek, színészek és egyéb hírességek:
| Evan Seinfeld    | Sunny Garcia             |
| Bam Margera      | Reginald 'Fieldy' Arvizu |
| Mark Zupan       | Craig Ferguson           |
| H2O              | Randy Orton              |
| Phil Varone      | A. B. Quintanilla        |
| Anthony Bourdain | Paul Teutul, Sr.         |
| Harold Hunter    | Paula Meronek            |
| Lloyd Banks      | MickDeth                 |
| Johnny Messner   | DJ Skribble              |
| Jesse Hughes     | Mr. J. Medeiros          |
| Ivy Supersonic   | Gianna Lynn              |
| Chris Jacobs     | Jeffree Star             |

## Televíziós sugárzás
Discovery Real Time (Egyesült-Királyság, Írország , Franciaország, Olaszország), Discovery Channel (Lengyelország, Dánia, Finnország, Hollandia, Dél-afrikai Köztársaság, Belgium, Magyarország), DMAX (Egyesült-Királyság, Írország és Németország), Discovery Travel & Living (Horvátország, Ázsia, Ausztrália, Új-Zéland, Lengyelország, Románia, Bulgária, Magyarország) és People & Arts (Latin-Amerika, Spanyolország, Portugália és Brazília), Viasat 4 (Norvégia, Svédország), TV6 (Svédország, Magyarország), TV3+ (Dánia) és JIM (Finnország).

## Képek a szalonból
|  |  |  |